# Randy White (cestista)
Randy White (Shreveport, 4 novembre 1967) è un ex cestista statunitense, professionista nella NBA e in Europa.

## Carriera
È stato selezionato dai Dallas Mavericks al primo giro del Draft NBA 1989 (8ª scelta assoluta).

## Statistiche

### College
| Anno      | Squadra       | PG  | PT | MP   | TC%  | 3P%  | TL%  | RP   | AP  | PRP | SP  | PP   |
| --------- | ------------- | --- | -- | ---- | ---- | ---- | ---- | ---- | --- | --- | --- | ---- |
| 1985-1986 | L.T. Bulldogs | 34  | -  | 20,5 | 52,0 | -    | 66,7 | 4,6  | 0,2 | 0,6 | 0,5 | 9,2  |
| 1986-1987 | L.T. Bulldogs | 30  | 29 | 26,1 | 57,5 | 100  | 67,7 | 6,5  | 0,5 | 0,7 | 0,7 | 12,6 |
| 1987-1988 | L.T. Bulldogs | 31  | 31 | 32,5 | 63,8 | 33,3 | 64,0 | 11,6 | 0,9 | 1,3 | 0,6 | 18,6 |
| 1988-1989 | L.T. Bulldogs | 32  | -  | 32,1 | 60,0 | 44,7 | 74,7 | 10,5 | 1,0 | 1,2 | 0,3 | 21,2 |
| Carriera  | Carriera      | 127 | 60 | 27,7 | 59,2 | 42,6 | 68,9 | 8,3  | 0,6 | 0,9 | 0,5 | 15,3 |

### NBA

#### Regular Season
| Anno      | Squadra          | PG  | PT | MP   | TC%  | 3P%  | TL%  | RP  | AP  | PRP | SP  | PP  |
| --------- | ---------------- | --- | -- | ---- | ---- | ---- | ---- | --- | --- | --- | --- | --- |
| 1989-1990 | Dallas Mavericks | 55  | 2  | 12,9 | 36,9 | 7,1  | 56,2 | 3,1 | 0,4 | 0,4 | 0,1 | 4,3 |
| 1990-1991 | Dallas Mavericks | 79  | 29 | 24,1 | 39,8 | 16,2 | 70,7 | 6,4 | 0,8 | 1,0 | 0,6 | 8,8 |
| 1991-1992 | Dallas Mavericks | 65  | 12 | 15,7 | 38,0 | 14,8 | 76,5 | 3,6 | 0,5 | 0,5 | 0,3 | 6,4 |
| 1992-1993 | Dallas Mavericks | 64  | 20 | 22,4 | 43,5 | 23,8 | 75,0 | 5,8 | 0,8 | 1,0 | 0,7 | 9,7 |
| 1993-1994 | Dallas Mavericks | 18  | 3  | 17,8 | 40,2 | 30,0 | 57,6 | 4,6 | 0,6 | 0,6 | 0,6 | 6,4 |
| Carriera  | Carriera         | 281 | 66 | 19,2 | 40,1 | 19,3 | 70,7 | 4,9 | 0,6 | 0,7 | 0,5 | 7,4 |

#### Playoffs
| Anno     | Squadra          | PG | PT | MP  | TC% | 3P% | TL% | RP  | AP  | PRP | SP  | PP  |
| -------- | ---------------- | -- | -- | --- | --- | --- | --- | --- | --- | --- | --- | --- |
| 1990     | Dallas Mavericks | 1  | 0  | 2,0 | -   | -   | -   | 0,0 | 0,0 | 0,0 | 0,0 | 0,0 |
| Carriera | Carriera         | 1  | 0  | 2,0 | -   | -   | -   | 0,0 | 0,0 | 0,0 | 0,0 | 0,0 |

## Palmarès
- Campionato israeliano: 2

Maccabi Tel Aviv: 1996-97, 1997-98
- Campionato russo: 1

CSKA Mosca: 1998-99
- Coppa di Israele: 1

Maccabi Tel Aviv: 1997-98